# Barkol Hu
Barkol Hu är en sjö i Kina. Den ligger i den autonoma regionen Xinjiang, i den nordvästra delen av landet, omkring 420 kilometer öster om regionhuvudstaden Ürümqi. Barkol Hu ligger 1 581 meter över havet.
Genomsnittlig årsnederbörd är 468 millimeter. Den regnigaste månaden är juni, med i genomsnitt 98 mm nederbörd, och den torraste är januari, med 4 mm nederbörd.